# 63-as busz (Budapest)
A budapesti 63-as jelzésű autóbusz Hűvösvölgy és Nagykovácsi, Tisza István tér között közlekedik. A viszonylatot 2014. május 11. előtt Budapesti Közlekedési Zrt., 2024 végéig Volánbusz, 2025-től a MÁV Személyszállítási Zrt. üzemelteti. Vonalán éjszaka a 963-as busz közlekedik.

## Története
Hűvösvölgy és Nagykovácsi között az első menetrend szerinti autóbuszjáratot 1932 februárjában indította a BART, a járat száma 203-as volt. A Hűvösvölgy és a Tisza István liget (ma Adyliget) között a 204-es betétjárata járt.
A második világháború idején, 1944. április elejétől egy súlyos bombatámadást követően a viszonylatok nem közlekedtek, újraindításukra egészen 1946 március végéig kellett várni. Üzemeltetőjük ekkor már a BART utódjaként a MÁVAUT volt. 1952. február 12-étől a járatok jelzése N volt, amikor a FAÜ átvette a viszonylatot a MÁVAUT-tól. Egyes járatok a reggeli csúcsban egészen a Moszkva térig közlekedtek. A 63-as járatszámot 1954. április 1-jén kapta.
1982. március 20-a és 1989. november 4-e között, tavasztól őszig ún. telkes gyorsjárat is közlekedett a 63-as busz útvonalán, T3-as járatszámozással, mely a Moszkva tér (Várfok utca) és a nagykovácsi végállomás között szállította az utasokat.
2004. január 5-e és 2006. szeptember 29-e között 63A jelzéssel közlekedtek autóbuszok Hűvösvölgy és Adyliget között, de az alacsony kihasználtság miatt megszüntették a betétjáratot.

## Útvonala
| Nagykovácsi, Tisza István tér felé |
| Hűvösvölgy vá. – Hűvösvölgyi út – Hidegkúti út – Máriaremetei út – Nagyrét utca – Nagykovácsi út – Kossuth Lajos utca – Nagykovácsi, Tisza István tér vá. |
| Hűvösvölgy felé |
| Nagykovácsi, Tisza István tér vá. – Kossuth Lajos utca – Nagykovácsi út – Nagyrét utca – Máriaremetei út – Hidegkúti út – Hűvösvölgyi út – Hűvösvölgy vá. |

A vonal érinti a nagykovácsi amerikai iskolát és az adyligeti rendőrkiképző iskolát.

## Megállóhelyei
| 0                                             | Hűvösvölgy végállomás                    | 15 | 29, 57, 64, 64A, 64B, 157, 157A, 164, 164B, 257, 264 56, 56A, 59B, 61 Gyermekvasút | Autóbusz-állomás, Gyermekvasút-állomás, P+R                                              |
| 1                                             | Bátori László utca                       | 14 | 57, 64, 64A, 64B, 157, 157A, 164, 164B, 257, 264                                   |                                                                                          |
| 2                                             | Bükkfa utca                              | 13 | 57, 157, 157A, 257                                                                 |                                                                                          |
| 3                                             | Széchenyi utca                           | 12 | 57, 157, 157A, 257                                                                 | Remetekertvárosi Általános Iskola                                                        |
| 4                                             | Villám utca                              | 11 |                                                                                    |                                                                                          |
| ∫                                             | Ady lépcső                               | 10 |                                                                                    |                                                                                          |
| 7                                             | Adyliget                                 | 9  |                                                                                    |                                                                                          |
| Budapest–Remeteszőlős közigazgatási határa    |                                          |    |                                                                                    |                                                                                          |
| 8                                             | BM iskola                                | 8  |                                                                                    | BM iskola                                                                                |
| 9                                             | Rácski telep                             | 7  |                                                                                    | Rácski telep                                                                             |
| 10                                            | Mészégető                                | 6  |                                                                                    | Mészégető                                                                                |
| 11                                            | Erdészház                                | 5  |                                                                                    | Erdészház                                                                                |
| 12                                            | 13-as kilométerkő                        | 4  |                                                                                    |                                                                                          |
| Remeteszőlős–Nagykovácsi közigazgatási határa |                                          |    |                                                                                    |                                                                                          |
| 13                                            | Sebestyéndomb                            | 3  |                                                                                    | Lakótelep, Amerikai iskola                                                               |
| 14                                            | Teleki-Tisza-kastély                     | 2  |                                                                                    | Teleki–Tisza-kastély                                                                     |
| 15                                            | Diófa utca (Posta)                       | 1  | Helyi járat (Hegyi busz)                                                           | Posta                                                                                    |
| 16                                            | Nagykovácsi, községháza                  | 1  |                                                                                    | Községháza, temető, református templom, Nagy–Szénás-tanösvény kiindulási pontja          |
| 17                                            | Nagykovácsi, Tisza István tér végállomás | 0  | Helyi járat (Hegyi busz)                                                           | Római katolikus templom, általános iskola, "Öregiskola" (könyvtár és kulturális központ) |